# Glomeris connexa
Glomeris connexa är en mångfotingart som beskrevs av Carl Ludwig Koch 1847. Glomeris connexa ingår i släktet Glomeris och familjen klotdubbelfotingar.

## Underarter
Arten delas in i följande underarter:
- G. c. atrata
- G. c. carpathica
- G. c. connexa
- G. c. odini
- G. c. paucistriata
- G. c. punica
- G. c. scutolimbata